# Cotoneaster verokotschyi
Cotoneaster verokotschyi är en rosväxtart som beskrevs av Jeanette Fryer, B.Hylmö. Cotoneaster verokotschyi ingår i släktet oxbär, och familjen rosväxter. Inga underarter finns listade i Catalogue of Life.